# Relaciones Argentina-Honduras
Las relaciones Argentina-Honduras son las relaciones internacionales entre la República Argentina y la República de Honduras.

## Historia
Argentina y Honduras tienen una historia compartida que se remonta a la época de la colonización española en América. Ambos países fueron colonias españolas y lucharon por su independencia en el siglo XIX. Durante el siglo XX, ambos países experimentaron períodos de inestabilidad política y conflictos internos.

## Comercio bilateral e Inversiones mutuas
El comercio bilateral entre Argentina y Honduras ha sido limitado en comparación con otros países de la región. Sin embargo, en los últimos años ha habido un aumento en las exportaciones e importaciones entre ambos países. Argentina exporta principalmente productos agrícolas y tecnología a Honduras, mientras que Honduras exporta maquinaria y textiles a Argentina.
En cuanto a las inversiones mutuas, Argentina ha invertido en el sector energético y de infraestructura en Honduras, mientras que empresas hondureñas han invertido en sectores como la agricultura y el turismo en Argentina.

## Cooperación internacional e intercambio cultural
Argentina y Honduras han mantenido una estrecha cooperación en el ámbito internacional, colaborando en temas como la lucha contra el cambio climático, la promoción de los derechos humanos y la lucha contra el crimen organizado. Además, ambos países han promovido el intercambio cultural a través de la celebración de festivales, exposiciones y conciertos.

## Política, diplomacia y defensa
En el ámbito político y diplomático, Argentina y Honduras han mantenido relaciones cordiales a lo largo de los años. Ambos países son miembros de organismos internacionales como la ONU, la OEA y el Mercosur, y han colaborado en la promoción de la paz y la seguridad en la región.
En cuanto a la defensa, Argentina y Honduras han colaborado en temas como la lucha contra el narcotráfico y el terrorismo, participando en ejercicios militares conjuntos y compartiendo información de inteligencia.

## Turismo, Arte y patrimonio
Argentina y Honduras son países ricos en patrimonio cultural y natural, lo que los convierte en destinos turísticos populares. En Argentina, los turistas pueden disfrutar de paisajes impresionantes, como las Cataratas del Iguazú y la Patagonia, así como de la rica gastronomía y la vibrante vida cultural de ciudades como Buenos Aires y Córdoba.
Por su parte, Honduras ofrece a los turistas la oportunidad de explorar antiguas ruinas mayas, como las de Copán, y disfrutar de playas paradisíacas en las Islas de la Bahía. Además, Honduras cuenta con una variada oferta cultural, que incluye festivales de música y danza tradicional.
En cuanto al arte y el patrimonio, Argentina y Honduras son países con una rica tradición artística y arquitectónica. En Argentina, los turistas pueden visitar museos de renombre mundial, como el Museo Nacional de Bellas Artes de Buenos Aires, y admirar obras de artistas como Diego Rivera y Frida Kahlo. En Honduras, los turistas pueden explorar sitios arqueológicos únicos, como la ciudad maya de Copán, declarada Patrimonio de la Humanidad por la UNESCO.

## Misiones diplomáticas
- Argentina tiene una embajada en Tegucigalpa.[10]
- Honduras tiene una embajada en Buenos Aires.[11]